# Air Putih (Meranti)
Air Putih is een bestuurslaag in het regentschap Asahan van de provincie Noord-Sumatra, Indonesië. Air Putih telt 811 inwoners (volkstelling 2010).